# Harran Sulci
Gli Harran Sulci sono una struttura geologica della superficie di Encelado.